# Magia d'estate
Magia d'estate (Summer Magic) è un film commedia musicale del 1963 della Disney diretto dal regista James Neilson tratto dal romanzo di Kate Douglas Wiggin Mother Carey's Chickens.
Fu il quarto dei sei film che Hayley Mills interpretò per la Disney e che le valse una candidatura ai Golden Globe per la sua interpretazione di Nancy Carey. La direzione del doppiaggio musicale italiano fu affidata al maestro Alberto Brandi.

## Trama
All'inizio del XX secolo la vedova Margaret Carey, in ristrettezze economiche, si prepara a trasferirsi con la sua famiglia dalla sua casa signorile di Boston in un anonimo appartamento. La figlia maggiore Nancy, di sua iniziativa, scrive a Ossian Popham detto Osh, il custode della casa di campagna di un milionario che la famiglia Carey ha notato mentre era in vacanza a Beulah, nel Maine.
Popham, che gestisce un emporio, affitta ai Carey la casa a un prezzo di favore e fornisce la manodopera e i materiali necessari a migliorarne l'abitabilità, con grande costernazione di sua moglie Mariah. I Carey ricevono la visita della cugina Julia, una ragazza snob, e Nancy soffre la rivalità con la nuova arrivata, la quale le sottrae l'attenzione di Charles Bryant, il nuovo attraente insegnante giunto in città da poco.
Per Halloween la famiglia Carey organizza una grande festa in casa invitando le personalità più in vista della cittadina. In quel periodo torna in città anche il proprietario, Tom Hamilton, che è sconcertato nellì'apprendere che la sua villa è stata affittata senza che Osh l'abbia informato. Fa conoscenza di Nancy, senza rivelare la propria vera identità, e ne rimane incantato, così accetta di partecipare alla festa facendole da accompagnatore. Alla fine si rivela e concede ai Carey di continuare ad occupare la sua casa, mentre s'intuisce che tra lui e Nancy sta sbocciando un sentimento.

## Canzoni
1. "Flitterin'"
2. "Beautiful Beulah"
3. "Summer Magic"
4. "Pink of Perfection"
5. "Ugly Bug Ball"
6. "On the Front Porch"
7. "Femininity"

## Produzione
La sceneggiatura fu messa a punto da Sally Benson, autrice di racconti semiautobiografici che furono la base di altri film con temi simili della Metro Goldwyn Mayer, come Incontriamoci a Saint Louis. Ne aveva già scritto una bozza quando Walt Disney intervenne chiedendo ai fratelli Sherman di farne un film musicale. Walt Disney consegnò loro la sceneggiatura e indicò che vedeva bene Burl Ives nel ruolo di Osh Popham. Egli era già conosciuto dagli Sherman come cantante folk e composero espressamente per lui..
L'adattamento Disney del romanzo sviluppa principalmente la storia attorno alla cugina Julia et si fonda su sette canzoni composte dai fratelli Sherman. Una di queste, The Ugly Bug Ball, interpretata da Burl Ives, ebbe successo nel Regno Unito.. Essa utilizza delle immagini che potrebbero provenire da scene tagliate delle serie True-Life Adventures, cosa che appare "ingegnosa o forse incongrua" a Leonard Maltin. All'inizio, Walt Disney non avrebbe voluto includere il brano "Ugly Bug Ball", ma il compositore Robert Sherman spiegò che per gli insetti i loro simili non sono brutti, anche se appaiono brutti agli esseri umani, poiché la bellezza sta negli occhi di guarda. Disney allora approvò l'idea. La ballata romantica On the Front Porch è uno dei brani preferiti di Robert Sherman.
Il cast comprende in primo luogo Hayley Mills, attrice sotto contratto con lo studio Disney che recitò qui in uno dei suoi ultimi ruoli principali.. I fratelli Sherman avrebbero desiderato delle coreografie più spettacolari durante le canzoni, ma il regista James Neilson fu contrario; da ciò dipende, secondo John West, una certa pesantezza durante le canzoni..
Il film fu girato quasi interamente agli studi Disney di Burbank, utilizzando per i giardini delle case dei terrapieni artificiali attorno allo studio. Per gli altri sfondi furono utilizzate delle matte painting.
La locandina del film e le altre immagini pubblicitarie furono illustrate dall'artista Paul Wenzel.

## Accoglienza

### Incassi
Il film incassò 4 350 000 dollari tra Stati Uniti e Canada.

### Critica
Variety definì il film "un intrattenimento facile da seguire che promette di essere particolarmente apprezzato dal pubblico più giovane. Il marchio Disney si palesa per tutta la durata, cosa che significa che gli appassionati di Tennessee Williams farebbero bene a starne alla larga". John L. Scott del Los Angeles Times scrisse: "i ragazzi in vacanza da scuola, e i loro genitori, troveranno che Magia d'estate di Walt Disney tenga fede ammirevolmente al suo titolo [..] La trama di Magia d'estate è esile ma il produttore Disney e il regista James Neilson hanno unito sentimento e umorismo in un buon amalgama". Richard L. Coe del Washington Post dichiarò: "Summer Magic è stato un piacere per i bambocci che hanno riempito il Metropolitan, ma questo dono di Walt Disney, che comprende Hayley Mills e Burl Ives, affascinerà anche i più grandi". L'autrice di un articolo sul Chicago Tribune con lo pseudonimo di "Mae Tinee" scrisse: "Sono rimasta delusa da questo film. È una storia perfettamente linda, integra, che sembra mirare alla divertente nostalgia di Incontriamoci a Saint Louis, ma non la raggiunge mai. La trama è tanto calcolata che banale e tutti i personaggi sono disegnati con la mano pesante". The Monthly Film Bulletin commentò che gli ingredienti del film "potrebbero portare a un dolcetto appiccicoso, ma grazie alla sceneggiatura intelligente, e a momenti molto divertente, e a un cast ben affiatato, il risultato è un soufflé delizioso".

## Edizioni home video
L'unica edizione home video del film uscita in Italia fu la VHS distribuita esclusivamente per il noleggio da Creazioni Walt Disney attraverso l'etichetta Walt Disney Home Video nel gennaio 1987.

## Opere derivate
Un adattamento a fumetti in due puntate, disegnato da Russ Manning, uscì sui numeri 14 e 15 (agosto e settembre 1969) del Walt Disney's Comics Digest edito dalla Gold Key Comics.